# دانشگاه آزاد ایران

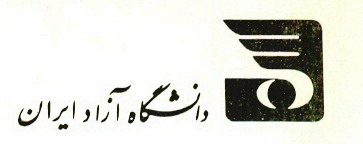
آرم دانشگاه آزاد ایران

دانشگاه آزاد ایران فعالیت خود را در دهه ۵۰ خورشیدی با مدیریت عبدالرحیم احمدی و معاونت  شاهرخ مسکوب آغاز کرد و در سال ۱۳۵۵ خورشیدی تعدادی از فارغ التحصیلان ممتاز کشور را با بورس تحصیلی به دانشگاه‌های ممتاز جهان اعزام کرد تا فعالیت خود را با کادری نخبه آغاز کند. پذیرش دانشجو در این دانشگاه در ۱۳۵۷ به‌طور محدود آغاز گردید که پس از چندی با رخداد انقلاب و رویدادهای پس از آن و نهایتاً انقلاب فرهنگی ایران از فعالیت بازایستاد.
برنامه درسی این دانشگاه متفاوت از دانشگاه‌های دیگر بود. برنامه‌های این دانشگاه بر پایه آموزش از راه دور قرار داشت. بر این اساس دانشگاه آزاد ایران اقدام به تهیه کتاب‌های بسیار با طرح و اندازه واحد و کیفیت عالی و نیز فیلم‌های آموزشی و نوارهای صوتی نمود. دانشگاه آزاد ایران برای تهیه منابع دیداری و شنیداری با سازمان رادیو و تلویزیون ملی ایران همکاری داشت. در کنار استفاده از روش آموزش از دور، این دانشگاه دارای یک سازمان مرکزی در تهران و چند مرکز منطقه ای در شهرهای بزرگ بود. هر مرکز منطقه ای در شهرهای کوچک ایران دارای چندین مرکز آموزشی بود. رشته‌های تحصیلی در این دانشگاه عمدتاً شامل تربیت معلم و بهداشت بود. هر دانشجو پس از انتخاب واحد، کتابهای خودآموز آن درس را از مرکز آموزشی دریافت می‌کرد. هر کتاب چندین مرحله خودآزمایی داشت. از آنجایی که کتاب خودآموز بود، باید در نهایت دقت و بدون کوچکترین ابهام و در کمال سادگی نوشته می‌شد. وظیفه اعضای هیئت علمی این دانشگاه در واقع تهیه همین منابع آموزشی بود. طبق برنامه دانشجو جهت مشاهده فیلم آموزشی مربوط به درس نیز به مرکز مراجعه می‌کرد و در صورت نیاز از راهنمایی‌های مشاوران مرکز هم بهره می‌برد. در نهایت آزمون پایان ترم برگزار می‌گردید. برنامه درسی «عروج انسان» که یکی از دروس عمومی آن دانشگاه بود، از برنامه‌های درخشان و ارزشمندی است که موضوع نحوه تکامل انسان و سیر تاریخ علمی بشری را مطرح کرده‌است؛ ولی پس از انقلاب اسلامی تدریس اینگونه مطالب ممنوع گردید.
در سال‌های پس از انقلاب و در پی انقلاب فرهنگی، دانشگاه آزاد ایران نیز مانند دانشگاه‌های دیگر چندین سال تعطیل شد. سپس در سال ۱۳۵۸ مدیریت آن، به سبب دارا بودن رشته‌های علوم انسانی به دانشگاه علامه طباطبایی که خود در همان زمان‌ها از تجمیع بیست و هفت دانشکده و دانشگاه مستقل دیگر تشکیل شده بود، واگذار شد، و نهایتاً با تأسیس دانشگاه پیام نور در سال ۱۳۶۷، واحدها و مراکز آموزشی این دانشگاه تحت پوشش دانشگاه پیام نور قرار گرفتند. انتشارات و چاپخانه پیشرفته این دانشگاه که دارای واحدهای حرفه‌ای مانند سازمان ویرایش فنی بود و توسط ویراستاران حرفه‌ای موسسه انتشارات فرانکلین اداره می‌شد، پس از انقلاب به مرکز نشر دانشگاهی تبدیل شد.
لازم به توضیح است که «دانشگاه آزاد ایران» با دانشگاه دیگری که پس از انقلاب تأسیس شد و «دانشگاه آزاد اسلامی» نام گرفت به کلی متفاوت بوده‌است و ارتباطی با آن ندارد. زیرا دانشگاه آزاد اسلامی بر خلاف نام خود، ساختار دانشگاه‌های آزاد یا باز را ندارد.